# Magzatvíz
A magzatvíz (liquor amnii) semleges vegyhatású, édeskés illatú, vízszerű, színtelen folyadék, amelyet a magzatburok belső rétege (amnion) és a köldökzsinór (funiculus umbilicalis) választ ki a 20. terhességi héttől. Részben a méhlepényből – így tulajdonképpen az anyai vérből – eredő folyadékból áll, valamint a magzat vizeletéből is. A magzatvíz a magzat körül gyűlik össze, amelyet az lenyel (300-600 ml/kg/nap), mintegy tanulva a légző és nyelő mozgásokat. A magzatvíz három óránként cserélődik, kisebb részben a magzat bélrendszerén át, nagyobb részben az amnionon át szívódva fel. Mennyisége a terhesség előrehaladtával nő, tetőpontját a 36. hét körül éri el, ekkor átlagosan 1000-1500 ml között mozog. Ezt követően mennyisége a szülésig 700-1000 ml közé csökken.

## Funkció
- a köldökzsinór védelme a megtöretéstől és az összenyomódástól
- a magzat védelme a külső mechanikai hatásoktól
- védelem a hőmérséklet-változástól és a nyomáskülönbségtől
- védelem a kiszáradástól
- optimális fejlődési környezet biztosítása
- szabad mozgás biztosítása, ezáltal a csont- és izomrendszer fejlődésének elősegítése
- az emésztőrendszer fejlődésének biztosítása a nyelés miatt

## Kapcsolódó szócikk
Amniocentézis